# Троїцька церква (Аксай)
Троїцька церква (рос. Троицкая церковь) — храм Російської православної церкви в місті Аксай. Належить до Ростовської і Новочеркаської єпархії Московського Патріархату.
Адреса храму: Ростовська обл., м. Аксай, нинішня площа Героїв.

## Історія
До XVIII століття в донських козаків не було місцевих церков, вони молилися в каплицях і молитовних будинках. Першою церквою Аксая була Троїцька церква, в Усть-Аксайскій стан її перенесли в 1764 році з станиці Ратненской Черкаська. Там вона іменувалася в ім'я святого пророка Іллі. У церкві були прибудови святих мучеників Фрола і Лавра. Після перенесення в Аксай ця церква отримала назву — в ім'я святої Трійці. Висвітлено 6 листопада 1768 року. Дерев'яна церква ділила Усть-Аксайско стан на дві частини: «Асай» і «Доломановку». Прослужила вона до 1893 року, після чого була продана і вивезена в хутір Козачий, майбутню станицю Єлизавету.
В Аксаї отцем Василем Петровим було розпочато будівництво кам'яної Троїцької церкви. Церква будувалася вище місця, де був дерев'яний храм. На заставній дошці нової церкви було н аписано: «З благословення Просвященнейшего Тихона, Єпископа Воронезького і Єлецького і старанням войского отамана Олексія Івановича Илаовайского ця церква в ім'я живоначальної Трійці закладена Черкаського замовлення Усть-Аксайського стану 10 вересня 1783 року».
Будувався кам'яний храм на кошти прихожан, включаючи пожертвування поміщика Василя Івановича Манькова. Після смерті він був похований у склепі біля Троїцької церкви.
Церква будувалася з двома приділами: з північної сторони — в ім'я св. вмч. Георгія Побідоносця, з південної сторони — Святителя Миколая Чудотворця. Пізніше були влаштовані додатково два престолу в трапезній частині: честь Божої Матері Одигітрії (1848) та в честь св. вмч. Варвари (1890). Багатоярусний різьблений золочений іконостас у стилі рококо був створений у Санкт-Петербурзі за проектом архітектора Растреллі. Вартість начиння складала близько 100 тисяч рублів.
Будівництво Троїцької церкви тривало близько дев'ять років — з 1783 по 1792 рік. 15 травня 1792 року храм був освячений Черкаським протоиреем Петром Федоровим. Будував храм, священик Василь Петров дожив та освячення храму, він зірвався з будівельних лісів і розбився на смерть. До цього він двічі падав з купола храму, але одягом зацеплялся за лісу, чим і був врятований. Василь Петров був похований біля Троїцького храму в каплиці, над входом в яку був напис: «Мир праху твоєму, служитель вівтаря почесний, Хай буде нам в приклад твій подвиг незабутній». Склеп зберігся до наших днів на території меморіального комплексу площі Героїв.
Цегляна Троїцька церква була побудована в традиціях класицизму. Через сто років закладки, в 1873-1875 роках, було проведено її капітальний ремонт, з реставрацією іконостасу, яка обійшлася парафіянам в 25000 рублів.
Закрита в 1930-х роках, в 1935 році знесена.

## Святині
У Троїцькій церкві зберігався чудотворний Смоленсько-Аксайскій образ Божої Матері. Ікона прославилася під час епідемії холери 1830 року і була однією з головних святинь Ростовської землі..
У 1847 році, коли на Дону з'явилася холера, вона особливо лютувала в Аксайській станиці. В день від неї вмирало по 100 чоловік. Дванадцять виборних від станичного суспільства попросили начальника Військового штабу генерала М. Р. Хомутова повернути Аксайську ікону з Новочеркаська в станицю. З дозволу Владики Іоанна ікону поставили в Троїцькій церкві Аксая. Під її ім'я в 1848 році був влаштований вівтар. Після цього епідемія з ще більшою силою спалахнула в Новочеркаську. Тоді чудотворну ікону повернули назад в Новочеркаськ. Для неї на площі, де нині знаходиться сквер перед Атаманским палацом, було поставлено намет з наскрізним проходом. Народ цілодобово йшов на поклоніння Аксайській іконі.
5 серпня 1851 року Государ Імператор Височайше затвердив визначення Святійшого Синоду, що стосується установи хресного ходу з іконою Богоматері " Одигітрія з Аксайской станиці в Новочеркаськ із зворотним перенесенням її в Аксай. Поклоніння Аксайской іконі відбувалося в Донській області аж до 1920 року. З Аксая в Новочеркаськ і назад ікону супроводжували багатотисячні хресні ходи. У роки Радянської влади ікона була втрачена.
До теперішнього часу не збереглися шановані копії чудотворної ікони, які знаходилися в Троїцькій церкві Аксая і в Новочеркаському Вознесенському соборі. Проте в Новочеркаському соборі в барабані головного купола серед медальйонів із зображеннями особливо шанованих ікон Богородиці є зображення Аксайської ікони, точна копія оригиналу.